# Бабице (митологија)
Бабице или ноћнице су демони болести у словенској митологији.

## Име
Бабице су познате и као мајке, ноћнице, наве, бапке, банке, бабиле итд.

## Опис
Не постоје јасне представе о изгледу Бабица. Обично су описане као старе и ружне жене, дуге косе, обучене у црнину, које се не могу видети, и које ноћу нападају породиљу и новорођенче. 

## Способности
Бабице су невидљива зла демонска бића која, углавном, ноћу нападају прородиљу и новорођенче у првих 40 дана од рођења детета. Оне су зле, доносе болест, па чак и убијају породиљу и новорођенче. Бабице су могле да нападну и посредно преко неког предмета који долази у додир са породиљом или новорођенчетом.

## Одбрана
Мере заштите од бабица биле су двојаке. Једне су биле усмерене на то да им онемогуће приступ породиљи и детету, а друге, уколико су их већ напале, да их одатле отерају. У периоду опасном по мајку и тек рођено дете предузимају се многобројне мере за њихову магијску заштиту. Једна од њих је да мајка и дете не напуштају кућу, а онда следе и друге мере: мајка је уз дете у току ноћи, пелене се не остављају напољу после заласка сунца, просторија у којој бораве мајка и дете је непрестано осветљена свећом или кандилом, дете се ритуално купа у освећеној води, детету се испод главе ставља бели лук и ту стоји свих 40 дана по рођењу. Црвени конац има снажно магијско заштитно средство, па се често користи као одбрана од бабица. Детету се веже око врата црвен кончић који оно носи до истека четрдесет дана. А ако се мислило да су напале дете или породиљу онда су примењивана бајања и
други поступци магијског лечења